# Elaeocarpus rotundifolius
Elaeocarpus rotundifolius är en tvåhjärtbladig växtart som beskrevs av Brongn. & Gris. Elaeocarpus rotundifolius ingår i släktet Elaeocarpus och familjen Elaeocarpaceae. Inga underarter finns listade i Catalogue of Life.